# Mathematical Biosciences
Mathematical Biosciences is een internationaal, aan collegiale toetsing onderworpen wetenschappelijk tijdschrift op het gebied van de
theoretische biologie.
De naam wordt in literatuurverwijzingen meestal afgekort tot Math. Biosci. Het wordt uitgegeven door Elsevier en verschijnt 11 keer per jaar.